# Двокомпонентні регуляторні системи
Двокомпоне́нтні регуляторні систе́ми (англ. two-component [regulatory] systems) — клас відносно простих сигнальних систем клітин, що дозволяють організмам відчувати різноманітні зовнішні стимули та часто зустрічаються у бактерій та архей, тоді як серед еукаріотів відомо лише кілька прикладів.
Передача сигалу двокомпонентних систем відбувається через передачу фосфатної групи з АТФ на залишки гістидину гістидинових кіназ. Кінази у свою чергу передають фосфатну групу (або каталізують її передачу від АТФ) на залишок аспаргінової кислоти регулятора відповіді. В результаті регулятор відповіді змінює конформацію та діє як фактор транскрипції або його кофактор, впливаючи на експресію генів. Рівень фосфорилювання регулятора відповіді визначає його активність. Більшість двогомпонентних систем залучені в сигнельні системи, що відповідають на зміни зомнішніх умов, таких як температура, осмолярність, наявність хімічних речовин та кислотність. Наприклад, система осморегуляції EnvZ/OmpR бактерії E. coli контролює експресію порінів зовнішньої мембрани OmpF і OmpC.